# Maria Elisabeth von Anderten
Maria Elisabeth von Anderten (* 24. Oktober 1664 in Hannover; † 29. August 1684 ebenda) war eine adelige Jungfrau.

## Leben
Maria Elisabeth von Anderten war die Tochter des Rechtsgelehrten und Fürstlich Osnabrückisch Braunschweig-Lüneburgischen Konsistorial- und Kirchenrats Heinrich Eberhard von Anderten aus der Familie des Adelsgeschlechtes von Anderten und der Maria Elisabeth von Anderten, geborene Blocks.
Acht Wochen vor dem Erreichen ihres 20. Lebensjahrs erkrankte die durch den Tod ihres Vaters zur Halbwaisin Gewordene und wurde von dem fürstlichen Hof- und Leibmedikus Jakob Franz Kotzebue sowie dem Arzt Johann Heinrich Becker mit verschiedenen Medikamenten behandelt. Dennoch starb sie während des Gebetes ihres Beichtvaters Conrad Christoph Heinemann und im Beisein einiger Verwandter.
Maria Elisabeth von Anderten wurde am 10. September 1684 unter großer Anteilnahme der Hannoveraner in der Erbbegräbnis-Gruft der hannoverschen Marktkirche S. Jacobi und Georgi beigesetzt.
Wenige Jahre nach Maria Elisabeth von Andertens Tod ließ der Universalgelehrte Gottfried Wilhelm Leibniz die von ihm aufgebaute Bibliothek in das der Schlosskirche des Leineschlosses gegenüberliegende Haus der gleichnamigen Witwe Maria Elisabeth von Anderten am Standort der heutigen Leinstraße 29 überbringen.